# جام باشگاه‌های جهان ۲۰۱۹
جام باشگاه‌های جهان ۲۰۱۹ با نام رسمی جام باشگاه‌های جهان قطر ۲۰۱۹ ارائه شده توسط علی‌بابا کلاود شانزدهمین دوره از جام باشگاه‌های جهان بود، یک تورنمنت بین‌المللی فوتبال باشگاهی سازماندهی شده توسط فیفا بین برندگان شش کنفدراسیون قاره‌ای و همچنین قهرمان لیگ کشور میزبان. این مسابقات از ۱۱ تا ۲۱ دسامبر ۲۰۱۹ به میزبانی قطر در دو ورزشگاه ساکن در الریان برگزار شد.
رئال مادرید، برنده سه عنوان اخیر جام باشگاه‌های جهان، نتوانست از عنوان خود دفاع کند، زیرا در مرحله یک‌هشتم نهایی لیگ قهرمانان اروپا ۱۹–۲۰۱۸ حذف شد. برنده نهایی آن رقابت‌ها، بارسلونا، برای اولین بار قهرمان جام باشگاه‌های جهان شد و تیم مکزیکی مونتری را با نتیجه ۲–۱ در نیمه نهایی و فلامینگو برزیل را با نتیجه ۶–۰ در فینال در وقت اضافه شکست داد.

## انتخاب میزبان
فیفا با پیشنهادهایی برای گسترش جام باشگاه‌های جهان، اعلام میزبانی را به تعویق انداخت. قرار بود میزبان مسابقات توسط فیفا در ۱۵ مارس ۲۰۱۹ اعلام شود، اگرچه این امر بعداً به تعویق افتاد. در ۲۸ مه ۲۰۱۹، فیفا اعلام کرد که میزبان مسابقات ۲۰۱۹ و ۲۰۲۰ در جلسه شورای فیفا در پاریس، فرانسه، در ۳ ژوئن ۲۰۱۹ تعیین خواهد شد.
قطر در تاریخ ۳ ژوئن ۲۰۱۹ به عنوان میزبان مسابقات ۲۰۱۹ و ۲۰۲۰ منصوب شد و به عنوان رویداد آزمایشی قبل از میزبانی آنها از جام جهانی فوتبال ۲۰۲۲ خدمت کرد.

## تیم‌های راه یافته
| تیم                | کنفدراسیون         | نحوهٔ صلاحیت                        | تاریخ صلاحیت       | حضور (پررنگ نشان‌دهنده قهرمانی است) |
| ورود از نیمه نهایی | ورود از نیمه نهایی | ورود از نیمه نهایی                 | ورود از نیمه نهایی | ورود از نیمه نهایی                 |
| ------------------ | ------------------ | ---------------------------------- | ------------------ | ---------------------------------- |
| فلامینگو           | کونمبول            | قهرمان جام لیبرتادورس ۲۰۱۹         | ۲۳ نوامبر ۲۰۱۹     | اولین                              |
| لیورپول            | یوفا               | قهرمان لیگ قهرمانان اروپا ۱۹–۲۰۱۸  | ۱ ژوئن ۲۰۱۹        | دومین (قبلی: ۲۰۰۵)                 |
| ورود از مرحله دوم  |                    |                                    |                    |                                    |
| الهلال             | ای‌اف‌سی             | قهرمان لیگ قهرمانان آسیا ۲۰۱۹      | ۲۴ نوامبر ۲۰۱۹     | اولین                              |
| اسپرانس تونس       | کاف                | قهرمان لیگ قهرمانان آفریقا ۲۰۱۹    | ۷ اوت ۲۰۱۹         | سومین (قبلی: ۲۰۱۱، ۲۰۱۸)           |
| مونتری             | کونکاکاف           | قهرمان لیگ قهرمانان کونکاکاف ۲۰۱۹  | ۱ مه ۲۰۱۹          | چهارمین (قبلی: ۲۰۱۱، ۲۰۱۲، ۲۰۱۳)   |
| ورود از مرحله اول  |                    |                                    |                    |                                    |
| هیانگن اسپورت      | اواف‌سی             | قهرمان لیگ قهرمانان اقیانوسیه ۲۰۱۹ | ۱۱ مه ۲۰۱۹         | اولین                              |
| السد               | ای‌اف‌سی (میزبان)    | قهرمان لیگ ستارگان قطر ۱۹–۲۰۱۸     | ۱۳ اوت ۲۰۱۹        | دومین (قبلی: ۲۰۱۱)                 |

نکات
1. ↑  بازی برگشت فینال لیگ قهرمانان آفریقا ۲۰۱۹ در ۳۱ مه ۲۰۱۹ برگزار شد. با این حال، مسابقه لغو شد و اسپرانس تونس در ابتدا توسط داور قهرمان اعلام شد. با این حال، در ۵ ژوئن ۲۰۱۹، کمیته اجرایی کاف دستور داد تا بازی دوباره برگزار شود، تا اینکه تصمیم کاس در ۳۱ ژوئیه ۲۰۱۹ دستور اتخاذ تصمیم توسط هیئت انضباطی کاف را صادر کرد، که در ۷ اوت ۲۰۱۹ این عنوان را به اسپرانس تونسس بازگرداند.
2. ↑  السد در ۴ آوریل ۲۰۱۹ قهرمان لیگ ستارگان قطر ۱۹–۲۰۱۸ شد. حضور آنها در جام باشگاه‌های جهان ۲۰۱۹ در تاریخ ۱۳ اوت ۲۰۱۹ پس از حذف الدحیل به عنوان آخرین تیم قطری غیر از السد از لیگ قهرمانان آسیا ۲۰۱۹  رسماً تأیید شد. خود السد در ۲۲ اکتبر ۲۰۱۹ از لیگ قهرمانان آسیا ۲۰۱۹ حذف شد و ورود خود به دور اول را تایید کرد.

## ورزشگاه‌ها
این مسابقات در شهر الریان در ورزشگاه جاسم بن حمد و ورزشگاه بین‌المللی خلیفه برگزار شد که قبلاً میزبان مسابقات جام ملت‌های آسیا ۲۰۱۱ از جمله فینال جام ملت‌های آسیا بود. محل سوم در الریان، ورزشگاه شهر آموزش، نیز در ابتدا برای میزبانی در طول مسابقات، از جمله فینال، برنامه ریزی شده بود. در دسامبر ۲۰۱۹، فیفا هر سه بازی (دومین نیمه نهایی در ۱۸ دسامبر و بازی رده بندی و فینال در ۲۱ دسامبر) را که قرار بود در ورزشگاه شهر آموزش برگزار شود، پس از موکول شدن افتتاحیه ورزشگاه شهر آموزش به اوایل سال ۲۰۲۰، به ورزشگاه بین‌المللی خلیفه منتقل کرد.

## داوران مسابقات
در مجموع پنج داور، ده کمک داور و شش کمک داور ویدئویی برای این تورنمنت مشخص شدند.
| کنفدراسیون | داور             | کمک داور                        | کمک داور ویدئویی               |
| ---------- | ---------------- | ------------------------------- | ------------------------------ |
| ای‌اف‌سی     | عبدالرحمن الجاسم | طالب المری سعود المقالح         | فو مینگ                        |
| کاف        | مصطفی غربال      | محمود ابوالرجال مقران غوراری    | باکاری گاساما                  |
| کونکاکاف   | اسماعیل الفتح    | کایلی اتکینز کوری پارکر         | آلان کلی                       |
| کونمبول    | روبرتو توبار     | کریستین شیمن کلودیو ریوس اوریتز | استبان اوستویچ                 |
| یوفا       | اوویدیو هاتگان   | اکتاویان شوور سباستین گئورگه    | خوان مارتینث مونوئرا بنوا میلو |

یک داور نیز به عنوان داور پشتیبانی معرفی شد.
| کنفدراسیون | داور پشتیبانی    |
| ---------- | ---------------- |
| اواف‌سی     | عبدالقادر زیتونی |

## بازیکنان
هر تیم باید یک ترکیب ۲۳ نفره (که سه نفر از آنها باید دروازه‌بان می‌بودند) را نام می‌برد. تعویض مصدومان تا ۲۴ ساعت قبل از اولین بازی تیم مجاز بود.

## مسابقات
قرعه کشی مسابقات در تاریخ ۱۶ سپتامبر ۲۰۱۹، ساعت ۱۴:۰۰ سی‌ای‌اس‌تی (یوتی‌سی ۲:۰۰+)، در مقر فیفا در زوریخ برگزار شد تا مسابقات مرحله دوم و نیمه نهایی را مشخص کند. در زمان قرعه کشی، هویت تیم‌های آسیا و کونمبول مشخص نبود.
اگر یک مسابقه بعد از زمان عادی بازی مساوی می‌شد:
- برای مسابقات حذفی وقت اضافه انجام می‌شد. اگر بعد از وقت اضافه باز هم مساوی بود، ضربات پنالتی برای تعیین برنده انجام می‌شد.
- برای مسابقه مقام سوم و پنجم وقت اضافه انجام نمی‌شد و برای تعیین برنده، ضربات پنالتی انجام می‌شد.

|  | مرحله اول                   | مرحله اول                  |                             |        | مرحله دوم                   | مرحله دوم                   |         |         | نیمه نهایی | نیمه نهایی |  |  | فینال                      | فینال                      |
|  | ۱۱ دسامبر – الریان (ج.ب.ح.) |                            |                             |        |                             |                             |         |         |            |            |  |  |                            |                            |
|  | السد (و.ا.)                 | ۳                          |                             |        | ۱۴ دسامبر – الریان (ج.ب.ح.) | ۱۴ دسامبر – الریان (ج.ب.ح.) |         |         |            |            |  |  |                            |                            |
|  | السد (و.ا.)                 | ۳                          |                             |        | ۱۴ دسامبر – الریان (ج.ب.ح.) | ۱۴ دسامبر – الریان (ج.ب.ح.) |         |         |            |            |  |  |                            |                            |
|  | هیانگن اسپورت               | ۱                          |                             |        | السد                        | ۲                           |         |         |            |            |  |  |                            |                            |
|  | هیانگن اسپورت               | ۱                          | ۱۸ دسامبر – الریان (خلیفه)  |        | السد                        | ۲                           |         |         |            |            |  |  |                            |                            |
|  |                             |                            |                             |        | مونتری                      | ۳                           |         |         |            |            |  |  |                            |                            |
|  | مونتری                      | ۱                          |                             |        | مونتری                      | ۳                           |         |         |            |            |  |  |                            |                            |
|  | مونتری                      | ۱                          |                             |        |                             |                             |         |         |            |            |  |  |                            |                            |
|  |                             |                            | لیورپول                     | ۲      |                             |                             |         |         |            |            |  |  |                            |                            |
|  |                             |                            | لیورپول                     | ۲      |                             |                             |         |         |            |            |  |  |                            |                            |
|  |                             |                            | ۲۱ دسامبر – الریان (خلیفه)  |        |                             |                             |         |         |            |            |  |  |                            |                            |
|  |                             |                            |                             |        |                             |                             |         |         |            |            |  |  |                            |                            |
|  | لیورپول (و.ا.)              | ۱                          |                             |        |                             |                             |         |         |            |            |  |  |                            |                            |
|  | لیورپول (و.ا.)              | ۱                          | ۱۴ دسامبر – الریان (ج.ب.ح.) |        |                             |                             |         |         |            |            |  |  |                            |                            |
|  |                             | فلامینگو                   | ۰                           |        |                             |                             |         |         |            |            |  |  |                            |                            |
|  |                             |                            | ۰                           | الهلال | ۱                           |                             |         |         |            |            |  |  |                            |                            |
|  | ۱۷ دسامبر – الریان (خلیفه)  |                            |                             | الهلال | ۱                           |                             |         |         |            |            |  |  |                            |                            |
|  |                             | اسپرانس تونس               | ۰                           |        |                             |                             |         |         |            |            |  |  |                            |                            |
|  | الهلال                      | اسپرانس تونس               | ۰                           | ۱      |                             |                             |         |         |            |            |  |  |                            |                            |
|  | الهلال                      | مقام پنجم                  | مقام پنجم                   | ۱      |                             |                             | رده‌بندی | رده‌بندی |            |            |  |  |                            |                            |
|  |                             | مقام پنجم                  | مقام پنجم                   |        | فلامینگو                    | ۳                           | رده‌بندی | رده‌بندی |            |            |  |  |                            |                            |
|  | السد                        | ۲                          | مونتری (پ)                  | ۲ (۴)  | فلامینگو                    | ۳                           |         |         |            |            |  |  |                            |                            |
|  | السد                        | ۲                          | مونتری (پ)                  | ۲ (۴)  |                             |                             |         |         |            |            |  |  |                            |                            |
|  | اسپرانس تونس                | ۶                          | الهلال                      | ۲ (۳)  |                             |                             |         |         |            |            |  |  |                            |                            |
|  | اسپرانس تونس                | ۶                          | الهلال                      | ۲ (۳)  |                             |                             |         |         |            |            |  |  |                            |                            |
|  | ۱۷ دسامبر – الریان (خلیفه)  | ۱۷ دسامبر – الریان (خلیفه) |                             |        |                             |                             |         |         |            |            |  |  | ۲۱ دسامبر – الریان (خلیفه) | ۲۱ دسامبر – الریان (خلیفه) |

تمامی زمان‌ها به وقت محلی می‌باشند، (یوتی‌سی ۳:۰۰+).

### مرحله اول
| ۱۱ دسامبر ۲۰۱۹ ۲۰:۳۰ | السد                                               | ۳–۱ (و.ا.) | هیانگن اسپورت    | ورزشگاه جاسم بن حمد، الریان تماشاگران: ۷٬۰۴۷ داور: مصطفی غربال (الجزایر) |
| ۱۱ دسامبر ۲۰۱۹ ۲۰:۳۰ | بغداد بونجاح ۲۶' · عبدالکریم حسن ۱۰۰' · رو رو ۱۱۴' | گزارش      | آنتوان روینی ۴۶' | ورزشگاه جاسم بن حمد، الریان تماشاگران: ۷٬۰۴۷ داور: مصطفی غربال (الجزایر) |
| ۱۱ دسامبر ۲۰۱۹ ۲۰:۳۰ |                                                    |            |                  | ورزشگاه جاسم بن حمد، الریان تماشاگران: ۷٬۰۴۷ داور: مصطفی غربال (الجزایر) |

### مرحله دوم
| ۱۴ دسامبر ۲۰۱۹ ۱۷:۰۰ | الهلال    | ۱–۰   | اسپرانس تونس | ورزشگاه جاسم بن حمد، الریان تماشاگران: ۷٬۷۲۶ داور: روبرتو توبار (شیلی) |
| ۱۴ دسامبر ۲۰۱۹ ۱۷:۰۰ | گومیس ۷۳' | گزارش |              | ورزشگاه جاسم بن حمد، الریان تماشاگران: ۷٬۷۲۶ داور: روبرتو توبار (شیلی) |
| ۱۴ دسامبر ۲۰۱۹ ۱۷:۰۰ |           |       |              | ورزشگاه جاسم بن حمد، الریان تماشاگران: ۷٬۷۲۶ داور: روبرتو توبار (شیلی) |

| ۱۴ دسامبر ۲۰۱۹ ۲۰:۳۰ | مونتری                                       | ۳–۲   | السد                 | ورزشگاه جاسم بن حمد، الریان تماشاگران: ۴٬۸۷۸ داور: اوویدیو هاتگان (رومانی) |
| ۱۴ دسامبر ۲۰۱۹ ۲۰:۳۰ | وانجیونی ۲۳' · فونس موری ۱+۴۵' · رودریگس ۷۵' | گزارش | بونجاح ۶۶' · حسن ۸۹' | ورزشگاه جاسم بن حمد، الریان تماشاگران: ۴٬۸۷۸ داور: اوویدیو هاتگان (رومانی) |
| ۱۴ دسامبر ۲۰۱۹ ۲۰:۳۰ |                                              |       |                      | ورزشگاه جاسم بن حمد، الریان تماشاگران: ۴٬۸۷۸ داور: اوویدیو هاتگان (رومانی) |

### مسابقه برای مقام پنجم
| ۱۷ دسامبر ۲۰۱۹ ۱۷:۳۰ | السد                                 | ۲–۶   | اسپرانس تونس                                        | ورزشگاه بین‌المللی خلیفه، الریان تماشاگران: ۱۵٬۰۳۷ داور: عبدالکادر زیتونی (تاهیتی) |
| ۱۷ دسامبر ۲۰۱۹ ۱۷:۳۰ | حسن الهیدوس ۳۲' (پ) · بونجاح ۴۹' (پ) | گزارش | الهونی ۶'، ۴۳'، ۷۴' · بدری ۱۳'، ۲۵' (پ) · دربلی ۸۷' | ورزشگاه بین‌المللی خلیفه، الریان تماشاگران: ۱۵٬۰۳۷ داور: عبدالکادر زیتونی (تاهیتی) |
| ۱۷ دسامبر ۲۰۱۹ ۱۷:۳۰ |                                      |       |                                                     | ورزشگاه بین‌المللی خلیفه، الریان تماشاگران: ۱۵٬۰۳۷ داور: عبدالکادر زیتونی (تاهیتی) |

### نیمه نهایی
| ۱۷ دسامبر ۲۰۱۹ ۲۰:۳۰ | فلامینگو                                                    | ۳–۱   | الهلال      | ورزشگاه بین‌المللی خلیفه، الریان تماشاگران: ۲۱٬۵۸۸ داور: اسماعیل الفتح (آمریکا) |
| ۱۷ دسامبر ۲۰۱۹ ۲۰:۳۰ | د آراسکائتا ۴۹' · برونو هنریکه ۷۸' · البلیهی ۸۹' (گل‌به‌خودی) | گزارش | الدوسری ۱۸' | ورزشگاه بین‌المللی خلیفه، الریان تماشاگران: ۲۱٬۵۸۸ داور: اسماعیل الفتح (آمریکا) |
| ۱۷ دسامبر ۲۰۱۹ ۲۰:۳۰ |                                                             |       |             | ورزشگاه بین‌المللی خلیفه، الریان تماشاگران: ۲۱٬۵۸۸ داور: اسماعیل الفتح (آمریکا) |

| ۱۸ دسامبر ۲۰۱۹ ۲۰:۳۰ | مونتری        | ۱–۲   | لیورپول                  | ورزشگاه بین‌المللی خلیفه، الریان تماشاگران: ۴۵٬۴۱۶ داور: روبرتو توبار (شیلی) |
| ۱۸ دسامبر ۲۰۱۹ ۲۰:۳۰ | فونز موری ۱۴' | گزارش | کیتا ۱۲' · فیرمینو ۱+۹۰' | ورزشگاه بین‌المللی خلیفه، الریان تماشاگران: ۴۵٬۴۱۶ داور: روبرتو توبار (شیلی) |
| ۱۸ دسامبر ۲۰۱۹ ۲۰:۳۰ |               |       |                          | ورزشگاه بین‌المللی خلیفه، الریان تماشاگران: ۴۵٬۴۱۶ داور: روبرتو توبار (شیلی) |

### رده بندی
| ۲۱ دسامبر ۲۰۱۹ ۱۷:۳۰ | مونتری                                             | ۲–۲ (و.ا.)   | الهلال                                                  | ورزشگاه بین‌المللی خلیفه، الریان تماشاگران: ۱۹٬۳۱۸ داور: اوویدیو هاتگان (رومانی) |
| ۲۱ دسامبر ۲۰۱۹ ۱۷:۳۰ | آ. گونزالس ۵۵' · مسا ۶۰'                           | گزارش        | ادواردو ۳۵' · گومیس ۶۶'                                 | ورزشگاه بین‌المللی خلیفه، الریان تماشاگران: ۱۹٬۳۱۸ داور: اوویدیو هاتگان (رومانی) |
| ۲۱ دسامبر ۲۰۱۹ ۱۷:۳۰ | · ج. گونزالس · مدینا · فونز موری · واسکس · کاردناس | پنالتی‌ها ۴–۳ | · گومیس · جووینکو · کارلوس ادواردو · جانگ هیون سو · کنو | ورزشگاه بین‌المللی خلیفه، الریان تماشاگران: ۱۹٬۳۱۸ داور: اوویدیو هاتگان (رومانی) |

### فینال
| ۲۱ دسامبر ۲۰۱۹ ۲۰:۳۰ | لیورپول     | ۱–۰ (و.ا.) | فلامینگو | ورزشگاه بین‌المللی خلیفه، الریان تماشاگران: ۴۵٬۴۱۶ داور: عبدالرحمن الجاسم (قطر) |
| ۲۱ دسامبر ۲۰۱۹ ۲۰:۳۰ | فیرمینو ۹۹' | گزارش      |          | ورزشگاه بین‌المللی خلیفه، الریان تماشاگران: ۴۵٬۴۱۶ داور: عبدالرحمن الجاسم (قطر) |
| ۲۱ دسامبر ۲۰۱۹ ۲۰:۳۰ |             |            |          | ورزشگاه بین‌المللی خلیفه، الریان تماشاگران: ۴۵٬۴۱۶ داور: عبدالرحمن الجاسم (قطر) |

## قهرمان
| قهرمان جام باشگاه‌های جهان ۲۰۱۹ |
| ------------------------------ |
| لیورپول                        |
| اولین قهرمانی                  |

## گلزنان
| رتبه | بازیکن             | باشگاه        | تعداد گل |
| ---- | ------------------ | ------------- | -------- |
| ۱    | بغداد بونجاح       | السد          | ۳        |
| ۱    | حمدو الهونی        | اسپرانس تونس  | ۳        |
| ۳    | انیس بدری          | اسپرانس تونس  | ۲        |
| ۳    | روبرتو فیرمینو     | لیورپول       | ۲        |
| ۳    | روگلیو فونز موری   | مونتری        | ۲        |
| ۳    | بافتیمبی گومیس     | الهلال        | ۲        |
| ۳    | عبدالکریم حسن      | السد          | ۲        |
| ۸    | برونو هنریکه       | فلامینگو      | ۱        |
| ۸    | کارلوس ادواردو     | الهلال        | ۱        |
| ۸    | سالم الدوسری       | الهلال        | ۱        |
| ۸    | ژورژین د آراسکائتا | فلامینگو      | ۱        |
| ۸    | سامح الدربالی      | اسپرانس تونس  | ۱        |
| ۸    | آلفونسو گونزالس    | مونتری        | ۱        |
| ۸    | حسن الهیدوس        | السد          | ۱        |
| ۸    | نبی کیتا           | لیورپول       | ۱        |
| ۸    | ماکسیمیلیانو مسا   | مونتری        | ۱        |
| ۸    | کارلوس رودریگس     | مونتری        | ۱        |
| ۸    | آنتوان روینی       | هیانگن اسپورت | ۱        |
| ۸    | پدرو میگل          | السد          | ۱        |
| ۸    | لیونل وانجیونی     | مونتری        | ۱        |

۱ گل به خودی
- علی البلیهی (از الهلال، در مقابل فلامینگو)

## جوایز
در پایان مسابقات جوایز زیر اهدا شد. محمد صلاح از لیورپول برنده جایزه توپ طلای تحت حمایت آدیداس شد که به طور مشترک با جایزه علی‌بابا کلود برای بهترین بازیکن مسابقات اعطا می‌شود.
| توپ طلای آدیداس جایزه علی‌بابا کلود | توپ نقره آدیداس         | توپ برنز آدیداس         |
| ---------------------------------- | ----------------------- | ----------------------- |
| محمد صلاح (لیورپول)                | برونو هنریکه (فلامینگو) | کارلوس ادواردو (الهلال) |
| جایزه بازی جوانمردانه              |                         |                         |
| اسپرانس تونس                       |                         |                         |

فیفا همچنین جایزه بهترین بازیکن بازی را در این مسابقات معرفی کرد.
| مسابقه | بهترین بازیکن بازی | باشگاه       | حریف          |
| ------ | ------------------ | ------------ | ------------- |
| ۱      | بغداد بونجاح       | السد         | هیانگن اسپورت |
| ۲      | رودولفو پیزارو     | مونتری       | السد          |
| ۳      | آندره کاریو        | الهلال       | اسپرانس تونس  |
| ۴      | حمدو الهونی        | اسپرانس تونس | السد          |
| ۵      | برونو هنریکه       | فلامینگو     | الهلال        |
| ۶      | محمد صلاح          | لیورپول      | مونتری        |
| ۷      | لوئیس کاردناس      | مونتری       | الهلال        |
| ۸      | روبرتو فیرمینو     | لیورپول      | فلامینگو      |

## انتقادات
در سال ۲۰۱۷، سه کشور عضو شورای همکاری خلیج فارس به همراه مصر روابط دیپلماتیک خود را با قطر قطع کردند و سفر شهروندان خود به این کشور را جرم انگاری کردند. در ماه اکتبر، فیفا ۲۰۰ بلیت جام باشگاه‌های جهان را به هواداران عربستانی و بحرینی و ۵۰۰ بلیت را به امارات متحده عربی و مصر فروخت. در نوامبر ۲۰۱۹، دیده‌بان حقوق بشر (اچ‌آروی) از فیفا به دلیل بی‌توجهی به رفاه هواداران و فروش بلیت‌های جام باشگاه‌های جهان به کسانی که توسط دولت‌هایشان محروم شده‌اند، انتقاد کرد. اچ‌آروی اعلام کرد که فیفا باید از خطراتی که هواداران فوتبال در کشورهای خود با آن مواجه هستند آگاه باشد و اطمینان حاصل کند که در معرض خطر آزار و اذیت یا پیگرد قانونی قرار نخواهند گرفت.
در ۵ نوامبر ۲۰۱۹، پیتر مور، مدیر اجرایی لیورپول اطمینان داد که مقامات قطری به طرفداران فوتبال دگرباشان جنسی اجازه داده‌اند در مسابقات جام باشگاه‌های جهان در دسامبر ۲۰۱۹ شرکت کنند.